# 昭和57年台風第18号
昭和57年台風第18号（しょうわ57ねんたいふうだい18ごう、国際名：Judy / ジュディ）は、1982年9月に発生し、静岡県に上陸した台風である。

## 概要

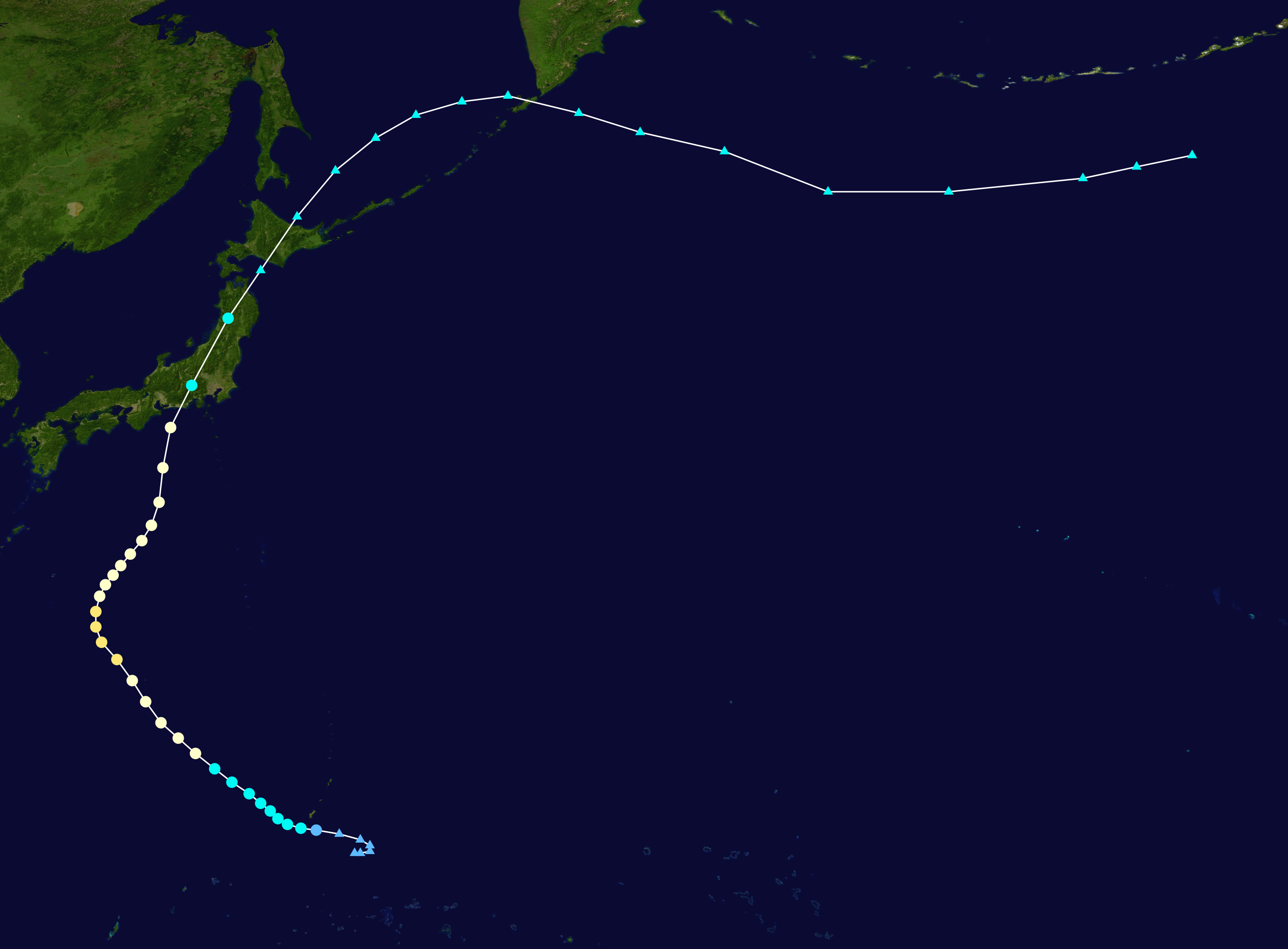
進路図

1982年9月5日21時に、グアム島の南西海上で発生した弱い熱帯低気圧は、西進しながら発達して、6日9時に中心気圧994mb（hPa）の台風18号となった。台風は北西に進みながら次第に勢力を強め、10日3時には中心気圧960mbの大型で並の台風となった。鳥島西方を北上し11日18時には伊豆諸島の八丈島の南西約640kmに達して、中心気圧は965mb、最大風速は35m/s、暴風域の半径250kmとなった。その後も大型で並の強さを維持しながら北に進路を変え、12日18時頃に静岡県の御前崎町付近に上陸した。上陸後は次第に勢力が衰え、12日20時から22時にかけて山梨県東部を縦断し、時速40kmに加速しながら関東・東北地方を縦断後、13日には津軽海峡に抜け、同日8時には北海道苫小牧市の南100km付近で温帯低気圧に変わった。

## 影響・被害
この台風は、東海から関東・甲信地方を中心に、北海道から兵庫県までの27の都道府県に被害をもたらした。
静岡県では、12日夕方に掛川市で原野谷川と逆川の水が溢れ、市内のほぼ全域が水浸しとなった。
山梨県では、台風の北上に伴って本州南岸に停滞していた秋雨前線の活動が活発化し、9月10日の6時頃から小雨が降りだし、10時頃には県内全域で雨となった。11日20時頃、台風が八丈島の南西海上に達した頃に、強い雨雲が北上したため、同日22時20分に大雨洪水警報が発表された。台風が上陸した12日18時頃には、時間雨量で県南部で70mm、河口湖で23mmの強い雨に見舞われ、10日降り始めから12日24時までの総雨量は、県南部で601mm、山中で488mm、上九一色村で33mm、中富町で426mm、上野原町で423mm、河口湖で412mm、日向山で411mm、大菩薩峠で372mm、大月市で335mm、甲府市で290mmなどとなった。県内各所の河川が増水し、崖崩れが相次いだ。富士五湖地方では13日から16日にかけて増水が続き、特に河口湖付近では大きな浸水被害となった。
神奈川県では、台風の影響で死者4人・負傷者37人・家屋半壊36棟・床上浸水5,082棟・床下浸水11,162棟の被害が生じたほか、県内の679ヶ所で崖崩れが起きた。
東京都では、12日午後に国鉄山手線の恵比寿駅構内で線路の路盤が崩れたほか、大崎駅と品川駅の構内でポイント冠水が起きたために山手線全線が不通となった。国鉄ではこの他、路盤崩壊や線路冠水などで東海道新幹線をはじめ、中央線・東北本線・高崎線・上越線など50線区が一時不通となった。東武鉄道・京成電鉄など関東地方の私鉄も、一部区間または全線で不通となった。都内を流れる神田川・石神井川・目黒川などが12日午後から氾濫し、6,000戸が床上浸水したという。
埼玉県では、新河岸川や柳瀬川などが氾濫し、富士見市・朝霞市・志木市で床上浸水2,800戸に達した。
兵庫県では、神戸港のポートアイランド沖で12日13時過ぎ、高波により釣り船が転覆して、2人が死亡・2人が行方不明となった。
新潟県では、上越市で13日未明に、関川の支流である矢代川と正善寺川が氾濫し、床上浸水2,500戸となったほか、国鉄直江津駅が水浸しとなり、信越線などがストップした。
長野県では、飯山市で13日7時頃に、樽川（千曲川の支流）下木島地区で2ヶ所決壊し、住宅600戸が床上浸水した。また南佐久郡南牧村で千曲川が氾濫し国鉄小海線の護岸が崩壊しため、同線の佐久海ノ口駅-小海駅間が9月28日まで16日間不通となった。
福島県では、台風接近前の12日14時頃から雨が強まり始め、17時頃から21時頃にかけてもっとも強くなり、20時には二本松市で1時間56mmにもおよぶ豪雨となった。12日0時から13日9時までの福島県内各地の雨量は、会津地方や浜通り北部で200mmを越えたほか、その他の地域でも100～150mmに達した。この大雨により、阿武隈川では各所で警戒水位を上回る大洪水となった。台風の接近以前から秋雨前線による長雨が続いており、そこに拍車をかけるようにこの台風が襲いかかった。福島県内では堤防5ヵ所が決壊したほか、河川の氾濫による耕地への冠水や家屋の浸水、土砂崩れなどの大きな災害が起きた。一般被害額に公共土木施設なども含めた被害総額は、およそ129億4,700万円に及んだ。
この台風により、全国で死者38人・負傷者174人の人的被害となったほか、住家の損壊651棟・住家の浸水136,308棟などとなり、被害総額は1,258億円に達した。